# Arnaud Tiercelin
Arnaud Tiercelin, né le 7 janvier 1981 à Parthenay dans les Deux-Sèvres, est un écrivain français.

## Biographie
Arnaud Tiercelin s'oriente très jeune vers la littérature. Il écrit ses premiers textes à l'âge de 13 ans. Entre 15 et 17 ans, il intègre une troupe de théâtre. À 18 ans, il participe à un mensuel culturel lycéen Art'émis dans lequel il est chargé de la page Théâtre/Expositions.
Titulaire d'une maîtrise en sciences humaines (sociologie générale), il se dirige vers l'enseignement. C'est à cette occasion qu'il découvre la littérature de jeunesse.
À la suite de sa rencontre avec les auteurs Arnaud Cathrine et Olivier Adam, Arnaud Tiercelin envoie ses premiers textes à des éditeurs.
À ce jour, il a publié une trentaine d'ouvrages : des romans, des nouvelles, de la poésie et des albums.
Il réside entre les vignes et la rivière où il partage son temps entre l'enseignement et l'écriture.
À partir de 2023, il intègre le jury pour le prix Cendres qui récompense chaque année un premier roman.

## Traductions
- 2022 : Anem tard !, 2 mai 2022, éditions Picarona (album en catalan)
- 2022 : Llegamos tarde !, 23 août 2022, éditions Obelisco (album en espagnol)
- 2023 : Siamo in retardo !, 16 janvier 2023, éditions Picarona (album en italien)
- 2023 : Estamos atrasados !, septembre 2023, éditions Zero a Oito (album en portugais)